# Pont couvert de Cogan House
Pour les articles homonymes, voir Cogan.
Le pont couvert de Cogan House (en anglais : Cogan House Covered Bridge) est pont couvert de type Burr Truss (en) qui enjambe le Larrys Creek et qui se situe dans le Cogan House Township (en), dans le comté de Lycoming en Pennsylvanie. Le pont est nommé d'après le village de Cogan House.
Construit en 1877, il mesure 28,7 mètres de long. Le pont a été inscrit sur le Registre national des lieux historiques en 1980 et a subi une importante restauration en 1998.